# Inconnue (mathématiques)
Pour les articles homonymes, voir Inconnu.
En algèbre, une inconnue est un élément constitutif d'une question de même nature qu'une équation. L'inconnue permet de décrire une propriété vérifiée par une ou plusieurs valeurs qui prendraient la place de cette inconnue, ces valeurs étant souvent des nombres. Dans le cas d'une équation, une bonne réponse est une valeur pour laquelle, quand on la substitue à l'inconnue, l'égalité est vérifiée. Cette réponse prend le nom de solution. L'inconnue est aussi utilisée dans d'autres situations comme une inéquation. Un problème peut comporter plusieurs inconnues, mais chacune d'entre elles est exprimée sous la forme d'un seul et unique symbole.
Historiquement, l'inconnue est d'abord utilisée dans la modélisation de problèmes de nature algébrique, qui mettent en jeu des polynômes. Ce cas particulier correspond à une théorie appelée théorie des équations, mais ce cadre s'élargit avec en particulier les progrès de l'analyse où apparaissent des équations traitant d'autres fonctions que les fonctions polynomiales. L'inconnue n'est alors plus forcément un nombre mais, par exemple, un vecteur ou une fonction.
Si le terme inconnue apparaît en France au XVIIe siècle sous la plume de Fermat et l'utilisation du symbole « {\displaystyle x} » sous celle de Descartes, le concept est plus ancien. Le mathématicien grec Diophante au IIIe siècle introduit l'arithme qui, bien que moins opératoire, préfigure l'inconnue moderne. Le vocabulaire et certains principes fondamentaux de la résolution des équations, comme celui de la balance, proviennent en grande partie du mathématicien arabe Al-Khwârizmî et de ses disciples.
Une inconnue possède les mêmes propriétés algébriques, que les objets mathématiques susceptibles de lui être substitués. Il est ainsi possible d'additionner l'inconnue {\displaystyle x} avec elle-même, on obtient l'inconnue {\displaystyle 2x}. D'une manière générale, les opérations applicables aux valeurs possibles de l'inconnue le sont aussi à celle-ci. Le terme d'inconnue au sens mathématique prend alors tout son sens. L'inconnue peut aussi simplement désigner une valeur que l'on cherche à expliciter sans qu'elle soit véritablement utilisée pour modéliser la question.

## Exemples introductifs

### Exemple du premier degré
Un exemple de question introduisant une inconnue est :
Question — Un tas et son cinquième, cela fait 21. Quel est ce tas ?
L'usage d'une inconnue permet de résoudre cette question. Si X désigne le tas, la question se résume à trouver la solution de l'équation suivante :
En effet, répondre à la question consiste à trouver une valeur telle que, si l'inconnue X est remplacée par cette valeur, l'égalité est vraie. Ceci montre bien que le problème se formalise par l'équation (1) et la recherche de sa solution. Pour toute valeur, la valeur et son cinquième est égale à 6/5 de la valeur, l'équation (1) peut prendre la forme suivante :
Si deux valeurs sont égales, le produit de chacune des deux valeurs par 5 sont encore égales, il est possible de multiplier les deux membres de l'égalité (2), sans pour autant modifier les solutions des équations associées, et :
Le même raisonnement montre qu'il est possible de diviser par 6 les deux membres de l'équation (3), sans changer la racines de l'équation associée. On obtient X = 105/6 = 35/2 = 17+1/2. La valeur de la solution est explicitée, le tas est égal à 17+1/2.
L'équation (1) se compose, pour chacun des deux membres de l'égalité, d'une somme de termes formés, soit d'un produit d'un nombre et de l'inconnue, soit d'un nombre. Ce type d'équation est dite du premier degré.
Cet exemple met en valeur deux propriétés de l'inconnue et de l'équation qui l'utilise. La première traite des propriétés algébriques de l'inconnue. Le passage de l'égalité (1) à la (2) est obtenue à l'aide d'une factorisation, une somme de deux termes X + 1/5.X est égale à un produit 6/5.X. Il est possible d'additionner deux termes contenant une inconnue exactement comme si l'inconnue était un nombre. De même, il est possible de multiplier l'inconnue par 5 et de la diviser par 6, ou encore de la multiplier par 5/6. On peut additionner et multiplier des termes contenant l'inconnue, par un nombre ou encore par une expression contenant l'inconnue. Ces facultés sont appelées propriétés algébriques de l'inconnue car elles traitent de son comportement vis-à-vis des opérations somme et produit.
La deuxième propriété est parfois appelée le principe de la balance. L'égalité définissant l'équation peut être vue comme deux plateaux d'une balance, si les valeurs sont assimilées à des poids. L'égalité est vérifiée si les poids, à droite et à gauche du signe égal, sont les mêmes. Si tel est le cas, on peut ajouter, retrancher, multiplier ou diviser les poids de la même manière à droite et à gauche sans modifier l'équilibre. On utilise ce principe pour passer de l'égalité (2) à la (3), on multiplie par 5 de chaque côté de l'égalité.

### Exemple du deuxième degré
L'inconnue permet de résoudre des problèmes plus difficiles. L'exemple choisi ici est dit du second degré :
Question — Un champ rectangulaire possède une aire de 96 et un périmètre de 40. Quelles sont les longueur et largeur du champ ?
Dans un premier temps, l'objectif est de traduire la question posée en une équation. Comme le périmètre est égal à 40, la somme de la longueur et de la largeur est égale à 20. On considère la demi-somme c'est-à-dire 10. L'inconnue choisie ici, notée X, représente la valeur à ajouter à 10 pour obtenir la longueur, par définition égale à 10 + X. La somme de la longueur et de la largeur est égale à 20, ce qui signifie que la largeur est égale à 10 - X. Dire que l'aire est égale à 96 revient à dire que le produit de la longueur et de la largeur est égal à 96, ce qui permet de construire l'équation répondant à la question :
Dans un deuxième temps, on applique des transformations à l'équation de telle manière à rendre visible la ou les valeurs possible(s) de X pour l'instant cachée(s) dans l'équation. Ces valeurs, que l'on rend visible, sont aussi appelées racines. Une identité remarquable est vraie pour tout couple de nombres, elle est aussi applicable à une expression contenant une inconnue :
Cette identité remarquable permet d'écrire différemment l'équation (1) :
Ajouter X2 - 96 à chacun des deux membres de l'égalité ne modifie pas les solutions de l'équation :
Comme la longueur est plus grande que la largeur, X est nécessairement positif, la seule solution acceptable est 2.
Dans un troisième temps, on explicite la solution et on vérifie qu'elle est exacte. La longueur est égal à 10 + 2, soit 12 et la largeur à 10 - 2, soit 8. La somme de la longueur et de la largeur est bien égale à 20 et le périmètre à 40. Le produit de la longueur et de la largeur vaut 8 x 12 soit 96, on trouve bien l'aire recherchée. L'usage d'une inconnue permet de résoudre la question.
Cet exemple offre un double enseignement sur l'usage de l'inconnue pour la résolution d'une question. Une démarche possible se déroule en trois temps. En premier lieu, la question posée est traduite sous forme d'équation, comportant par définition une inconnue. Ensuite, une série de transformations dites algébriques rendent visibles la racine, initialement cachée dans l'équation. Ces transformations ont pour but d'isoler l'inconnue dans un des côtés de l'égalité définissant l'équation. Les identités remarquables sont fort utiles pour parvenir à cette isolation. Enfin, on vérifie que la solution trouvée est bien la réponse à la question posée.

## Propriétés

### Opérations usuelles
Les deux exemples introductifs illustrent les raisons de la puissance de la méthode. Elle provient du fait qu'il est possible d'opérer sur l'inconnue exactement comme sur une valeur 2, 5 ou √2. Ainsi, la somme de deux multiples de X est le produit de la somme des multiples, par X; par exemple :
Cette règle est encore valable pour les nombres rationnels ou réels :
L'associativité de l'addition et de la multiplication est inchangée :
La distributivité de la multiplication sur l'addition est vérifiée sur des expressions contenant une inconnue exactement comme sur les valeurs habituelles :
Les puissances d'inconnues suivent les mêmes règles que celles usuelles :

### Identité remarquable
certaines identités polynomiales sont appelées « identités remarquables » :
Ces identités sont vraies quel que soit le nombre que l'on substitue aux variables, ici x. Les équations s'écrivent également comme des égalités, mais qui ne sont en général pas toujours vraies, on cherche justement quelles valeurs substituer à la variable pour que l'égalité soit réalisée. Il est possible d'utiliser une identité pour une variable, jouant éventuellement le rôle d'inconnue dans une équation, ou plus généralement pour toute expression, par exemple polynomiale, utilisant une variable.
Elles sont utiles pour résoudre certaines équations polynomiales, comme celles du second degré. Un exemple est traité dans l'article détaillé, et le cas général dans l'article équation du second degré.

### Division par zéro
Une erreur fréquente consiste à diviser deux membres d'une équation par 0, ce qui n'a pas de sens et induit des résultats absurdes. Avec des inconnues, l'erreur est moins flagrante et demande une attention plus soutenue pour l'éviter. Considérons, pour s'en rendre compte, l'égalité entre deux inconnues : X = Y. Cette équation est équivalente aux égalités suivantes :
On peut appliquer une identité remarquable à la dernière égalité et, semble-t-il diviser par (X- Y) chaque membre de l'égalité :
La dernière égalité est étrange, si l'on choisit X égal à 1, Y qui est égal à X est aussi égal à 1 et il semble que l'on a démontré que 2 est égal à 1. L'erreur est commise sur le point d'interrogation, l'implication suppose une division à droite et à gauche de l'égalité par (X- Y). Or comme X est égal à Y, les deux termes sont égaux à 0. Cette division, qui n'a pas de sens, conduit à un résultat absurde.

## Première approche

### Concept
Le premier sens du mot est associé aux questions comme celle du premier paragraphe : Un tas et son cinquième, cela fait 21. Quel est ce tas ? le terme inconnue désigne la valeur du tas.
La question précédente pourrait s'exprimer sous la forme d'une équation, ce n'est pas toujours le cas : Il y a 5 ans Alice était plus de trois fois plus jeune que Béatrice, qui a maintenant 32 ans. Que sait-on sur l'âge d'Alice ?. L'inconnue est maintenant l'âge d'Alice, répondre à la question revient à dire qu'Alice a entre 5 et 14 ans. L'inconnue se situe donc entre 5 et 14. On voit bien la présence d'une inconnue, mais pas de possibilité de traduire la question sous la forme d'une équation, c'est-à-dire d'une égalité. On parle ici d'inéquation.
L'inconnue n'est pas toujours une valeur, une vieille légende raconte que la reine Didon cherchait à trouver, dans un demi-plan, la surface de périmètre donné et de plus grande aire possible. Cette fois-ci, l'inconnue n'est plus une valeur ou un nombre, mais une figure géométrique, la solution est un demi-disque.
Cette définition, très générale, n'est pas toujours du goût des historiens. Ils considèrent que le terme inconnue, au sens mathématique, s'applique uniquement si l'inconnue dispose d'un minimum de propriétés mathématiques. Ce sens plus précis permet de définir les origines d'une branche des mathématiques appelée algèbre.

### Méthode de fausse position
Répondre à la question : Un tas et son cinquième, cela fait 21. Quel est ce tas ?, peut se faire, sans opérer sur une inconnue. La méthode de la fausse position, qui était utilisée dès l'Égypte antique, en est une illustration. Elle fonctionne en trois étapes :
- On essaie une première valeur, pour laquelle les calculs sont simples. Si l'inconnue valait 5, le tas et son cinquième vaudrait 5 + 5/5 soit 6. Cette valeur n'est pas celle recherchée.
- On cherche ensuite à appliquer une règle de trois. Par quoi faut-il multiplier 6 pour obtenir 21 ? par 21/6 ou encore 7/2 = 3 + 1/2.
- On multiplie la première valeur essayée, soit 5, par le rapport trouvé dans la règle de trois soit 3 + 1/2. On trouve 15 + 5/2 soit 17 + 1/2. C'est la valeur de l'inconnue recherchée.

Ici, le terme inconnue est synonyme de tas. Il correspond à un terme générique, plus proche de la langue parlée que du concept mathématique.

### Résolution géométrique
Recherchons maintenant la géométrie d'un rectangle d'aire 96 et de périmètre 40. Si cette surface était un carré, comme son périmètre est 40, son côté serait 10. L'aire est trop grande puisqu'elle vaut 100, au lieu de 96 et elle dépasse de 4. Retranchons au carré d'aire 100, un petit carré d'aire 4 et donc de côté 2. On obtient un gnomon illustré sur la figure de gauche.
La figure de gauche possède à la fois la bonne aire et le bon périmètre, mais ce n'est pas un rectangle. On considère la bande, illustrée en rouge sur la figure de droite. Elle est exactement de la même dimension que le rectangle vert de la même figure. Retrancher la zone rouge et ajouter la zone verte ne modifie ni le périmètre ni l'aire de la figure.
Le bon rectangle est de longueur 12 et de largeur 8. L'inconnue de la question du deuxième paragraphe est donc 12, correspondant à la longueur d'un rectangle d'aire 96 et de périmètre 40.
Une fois encore, cette méthode a permis de résoudre l'équation sans poser d'équation ni opérer sur une inconnue.

## L'inconnue des algébristes

### Définition
Les équations polynômiales (à une inconnue) s'écrivent comme des égalités entre termes n'utilisant comme opérations que l'addition et la multiplication sur une inconnue et des nombres déterminés. Il est toujours possible de les écrire comme l'égalité à 0 d'un terme, appelé polynôme, qui est une somme de produits d’un nombre et d’une puissance de l'inconnue. Les équations des exemples introductifs sont des équations polynomiales.
La résolution des équations polynomiales, ou algébriques, a joué un rôle important dans la naissance et le développement de l'algèbre. La branche des mathématiques traitant de ces cas s'appelait théorie des équations.

### Inconnue auxiliaire
On cherche à trouver une valeur x telle que :
Cette équation se traduit en une équation algébrique en multipliant par x et 10 - x (x doit être différent de 0 et de 10 pour que l'équation initiale ait un sens).
C'est une équation du second degré que l'on peut résoudre directement. Abu Kamil, un algébriste arabe du début du Xe siècle, à l'idée d'une solution plus simple en choisissant une inconnue auxiliaire. Traduit en termes modernes (Abu Kamil ne dispose pas de notre langage symbolique), il définit y comme représentant (10 - x)/x. L'équation (1) s'écrit maintenant :
EN multipliant cette équation par y, on obtient une troisième équation :
Cette fois-ci, l'équation (4) est de la famille décrite dans la définition précédente. On obtient :
puis
Le membre de droite est une identité remarquable. Avec le formalisme utilisé, on peut écrire autrement l'équation :
On en déduit deux solutions pour l'équation (3) 1/2(√5 + 1) et 1/2(√5 - 1). L'égalité définissant y, donne, pour chacune des valeurs possibles de y, une équation du premier degré en x. On trouve finalement les solutions 5(√5 - 1) et 5(3 - √5).

## Cas général

### Définition
Les équations algébriques ne permettent pas de résoudre toutes les questions. Il en existe d'autres, soit parce que l'équation s'exprime avec des fonctions qui ne sont pas algébriques, comme le sinus, soit tout simplement parce que la valeur recherchée n'est pas dans un simple ensemble de nombres, comme pour la question que se posait Didon, ou pour l'équation qui régit le mouvement d'une planète autour du soleil, dont l'inconnue est ce mouvement même, et que l'on qualifie de différentielle. Une équation s'écrit plus généralement :
L'inconnue x est une variable, f(x) et g(x) sont des fonctions, elles associent à une valeur, par exemple 1, les nombres notés f(1) et g(1). Si on considère les polynômes comme des fonctions, les équations algébriques s'expriment bien de cette façon. Il est théoriquement possible de mettre toutes les équations sous cette forme, à condition de considérer l'inconnue x comme pouvant appartenir à un ensemble arbitraire (de nombres, de vecteurs, de fonctions, etc.) et les fonctions f et g comme, elles aussi, complètement générales.

### Exemple
On cherche à répondre à la question suivante : un coureur se déplace sur une piste circulaire d'un rayon de 100 mètres. Le disque ayant pour frontière la piste, contient une ligne blanche qui parcourt un diamètre, le coureur part d'un point diamètre et de la piste. Quelle distance le coureur a-t-il parcouru la première fois qu'il se trouve à 50 mètres de la ligne blanche ?
La distance parcourue est l'inconnue x de la question, qui se formalise par l'équation suivante :
On trouve comme réponse 100.π/6, soit un peu moins de 52,4 mètres. Le terme de gauche de l'équation (1) peut être considéré comme une fonction, qui à x associe la valeur du membre de gauche de l'équation.

## Fragments d'histoire

### Une préhistoire babylonienne et égyptienne

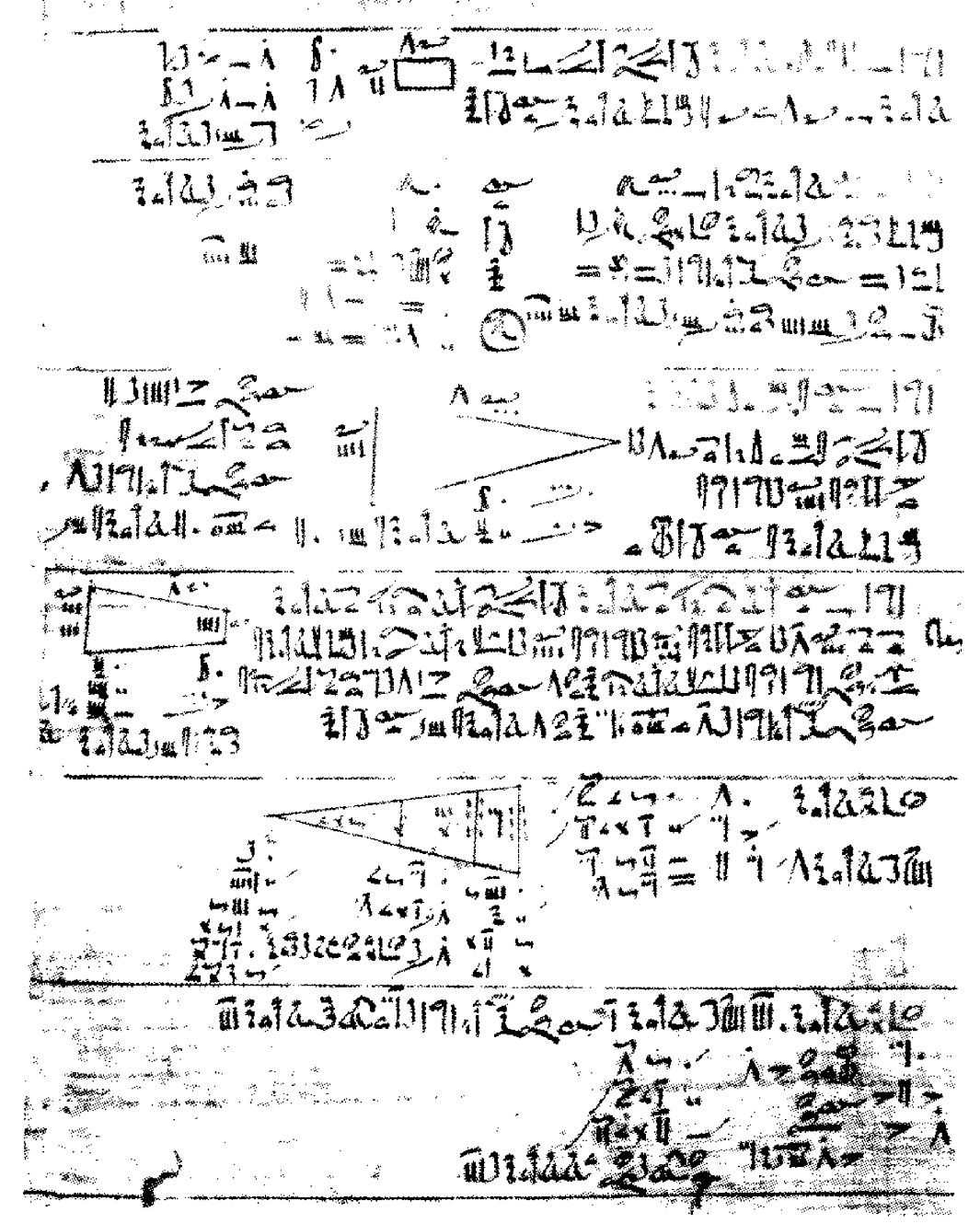
Le papyrus Rhind est un des plus vieux textes mathématiques connus, on y trouve le terme aha qui se traduit en français par inconnue.

Aussi loin que remontent les textes mathématiques, on trouve des questions faisant usage du terme inconnue, au sens d'une valeur que l'on recherche et que l'on ne connait pas. La première question introductive de l'article provient d'un vieux papyrus égyptien appelé papyrus Rhind. Dans le texte indiquant comment trouver la solution, inconnue se dit aha et la méthode de résolution utilisée est celle de la fausse position. La deuxième question date des babyloniens, il s'agit encore de valeurs, initialement inconnues et que l'on cherche à établir, connaissant certaines caractéristiques vérifiées par ces dites valeurs. La tablette n'est pas suffisamment explicite pour savoir si la méthode de résolution est géométrique ou non. Les calculs correspondent exactement à ceux présentés dans la solution géométrique et rien ne laisse penser à une formalisation de l'inconnue.
Cette conception de l'inconnue n'est pas considérée par les historiens des sciences comme l'inconnue au sens mathématique du terme. Il désigne ici un mot du langage courant, l'inconnue est ce qui correspond à la question à résoudre et qui devient connue une fois le problème élucidé. Or un formalisme mathématique, associé à la définition même de ce que l'on considère maintenant comme l'algèbre est indispensable pour comprendre l'histoire du concept. A. Dahan-Dalmedico et J. Peiffer précisent : « Le terme d'algèbre, pour une époque où la recherche de l'inconnue n'est pas encore explicite, et encore moins l'étude des "équations", doit être utilisé avec prudence. » On ne trouve ceci ni dans les mathématiques babyloniennes ou égyptienne, ni dans celles de l'époque d'Euclide chez les grecs.
La méthode de fausse position ou la résolution géométrique de recherche d'un champ d'aire et de périmètre donné, qui ont été présentées plus haut, sont des exemples de méthodes qui n'utilisent pas l'inconnue mathématique, même si elles révèlent bien ce qui était au départ inconnu dans la question posée.

### Les travaux de Diophante

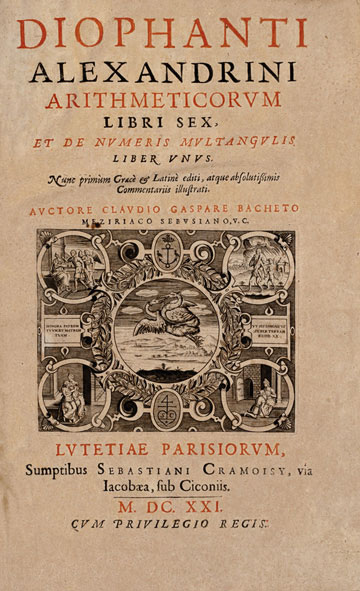
lArithmetica est un livre de Diophante détaillant les propriétés de l'arithme, l'ancêtre de l'inconnue telle qu'elle est maintenant formalisée.

Les historiens placent le début du concept d'inconnue, au sens mathématiques du terme, plus de 2 000 ans après la rédaction du papyrus Rhind. On le trouve pour la première fois au IIIe siècle chez Diophante.
Son inconnue est appelée arithme, qu'il symbolise par la lettre S : « Le nombre qui possède une quantité indéterminée d’unités s’appelle l’arithme, et sa marque distinctive est S. » Diophante dispose d'un ancêtre de langage symbolique, ainsi Sιβ signifie 12.x car ι symbolise 10, β 2 et S l'inconnue, maintenant notée X. Ce n'est pas tant l'existence d'un langage pré-symbolique qui fait que l'on attribue à Diophante la découverte de l'inconnue au sens mathématique du terme, mais beaucoup plus les propriétés qu'il lui prête.
Dans l'introduction de son livre, intitulé Arithmetica, Diophante précise les règles algébriques, c'est-à-dire qu'il indique comment additionner, soustraire, multiplier et diviser des expressions contenant son arithme : « Ainsi, pour l'arithme, nous dirons l'inverse de l'arithme, pour sa puissance, nous dirons l'inverse du carré » ou encore « L'inverse de l'arithme multiplié par le bicarré de l'arithme donne le cube de l'arithme », ce qui signifie en langage moderne que 1/x multiplié par x4 est égal à x3.
Le principe de la balance, c'est-à-dire le fait que l'on puisse ajouter ou retrancher de chaque côté de l'égalité une même expression est développée : « Il est utile que celui qui aborde ce traité se soit exercé à l'addition, à la soustraction et à la multiplication des espèces, ainsi qu'à la manière d'ajouter des espèces positives et négatives avec des coefficients différents à d'autres espèces qui sont elles-mêmes positives, ou même positives et négatives; enfin à la manière de retrancher d'espèces positives et d'autres négatives, d'autres espèces soit positives, soit aussi positives et négatives. Ensuite, s'il résulte d'un problème que certaines expressions sont égales à des expressions identiques, mais avec des coefficients différents, il faudra retrancher de part et d'autre les [espèces] semblables des semblables, jusqu'à ce que l'on obtienne une seule espèce égale à une seule espèce. ».
Ces principes sont les premiers enseignés sur le maniement de l'inconnue, définie au sens mathématique. Luis Radford s'exprime ainsi : « Cette résolution nous permet de voir qu'avec Diophante nous sommes en présence d'un changement conceptuel dans la façon d'aborder certains problèmes mathématiques : une quantité inconnue est mise en scène et cette quantité, l'arithme, va être prise en compte dans les calculs : on va opérer avec elle. »

### L'apport de la civilisation arabe

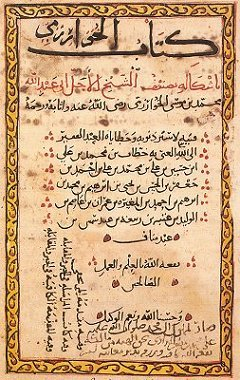
Première page de lAbrégé du calcul par la restauration et la comparaison.

La civilisation arabe s'attache particulièrement à la résolution des équations algébriques. Héritière, à la fois des mathématiques indiennes et grecques, les mathématiciens arabes n'ont pas les mêmes réticences que les hellènes vis-à-vis des irrationnels. Les mathématiciens indiens travaillent depuis longtemps déjà sur la racine carrée et sur des problèmes du second degré ayant des solutions non rationnelles. Dès le VIIIe siècle les Éléments d'Euclide sont traduits en arabe ainsi que les travaux du mathématicien indien Brahmagupta.
À cette époque, Al-Khawarizmi reprend dans le Livre II des Éléments d'Euclide la partie traitant de certains problèmes du second degré. Il en modifie profondément l'approche. Le formalisme n'est plus géométrique ni celui d'une question ou d'une liste de questions à résoudre, comme le faisaient les Babyloniens ou Diophante, mais la résolution d'une équation, s'exprimant directement avec une inconnue. Son livre Abrégé du calcul par la restauration et la comparaison porte un titre décrivant le principe de la balance déjà décrit : dans une équation, on peut ajouter le même terme des deux côtés de l'égalité, principe appelé al-jabr; ou le retrancher ce qu'il appelle al-muqābala. Ce livre traite de toutes les équations du second degré, on le considère pour cette raison comme : « l'acte de naissance d'une théorie des équations quadratiques, dans l'ensemble des nombres positifs (presque toujours rationnels), théorie qui comporte encore quelques lacunes. »
Par rapport au livre de Diophante, on trouve des régressions, ainsi que des avancées. Le véritable progrès réside dans le fait que la portée de l'inconnue n'est plus limitée aux nombres rationnels, même si les coefficients de l'équation restent presque toujours rationnels. En revanche, Al-Khawarizmi ne développe presque aucun langage symbolique. Son apport essentiel consiste à symboliser l'inconnue par une lettre et à introduire une notation positionnelle des nombres issues des indiens. Cette défaillance n'empêche pas la définition d'un concept rigoureux, mais rend plus complexe le maniement de l'inconnue. De plus, chez Al-Khawarizmi l'inconnue, qu'il appelle shay' (šay) et qui signifie la chose que l'on recherche, n'est pas différenciée de la notion de solution, la valeur cachée que l'on recherche, qu'il appelle gizr et qui se traduit en racine.
Ces lacunes sont petit à petit comblées par ses successeurs. Abu Kamil, son disciple, généralise l'étude des équations à celles ayant des coefficients rationnels. Al-Karaji développe une arithmétique de l'inconnue, qui préfigure notre algèbre des polynômes. Son œuvre est poursuivie et développée par Al-Samaw'al qui introduit une notation des polynômes comme tableaux de leurs coefficients, bien plus opératoire que celle de ses prédécesseurs. L'écriture symbolique se développe, Al-Karaji utilise des symboles pour décrire les puissances de l'inconnue, le symbole > placé au-dessus d'un nombre signifie la racine carrée et un signe proche du J désigne le signe égal.
L'apport de la civilisation arabe ne porte pas tant sur la formalisation de l'inconnue, Diophante disposait déjà d'un concept très opérationnel, mais sur son domaine d'application, qui devient ce que l'on appelle maintenant historiquement la théorie des équations, et surtout un environnement syntaxique plus riche, avec une notation décimale et une plus grande richesse de symboles, permettant un maniement plus simple de l'inconnue. L'écriture de l'algèbre en texte reste néanmoins prédominante.

### Assimilation européenne
L'Europe découvre les travaux des mathématiciens arabes bien avant ceux de Diophante, au XIIe siècle le texte d'Al-Khawarizmi est traduit en latin par Robert de Chester puis Gérard de Crémone. Certains mots de notre vocabulaire connexes à la notion d'inconnue proviennent de l'arabe. Le terme algèbre est une traduction de al-jabr d'Al-Khawarizmi, le mot racine est une traduction du gizr' du même auteur et, au XVIe siècle, il finit par fournir les mots racine carrée et radical.
L'utilisation même de la lettre « {\displaystyle x} » pour symboliser une inconnue vient de René Descartes au XVIIe siècle, qui simplifie le mot « {\displaystyle xay} » utilisé jusqu'alors par les algébristes andalous de la Renaissance comme transcription en lettre latines de l'arabe « shay' » (šay), utilisé par Al-Khawarizmi.
Si le concept de l'inconnue, pour une équation algébrique, est formalisé essentiellement de la même manière en Europe et chez les Arabes, le développement d'un langage symbolique plus riche et plus concis, par Viète, Fermat et Descartes, donne une puissance opérationnelle plus vaste et permet d'étendre la théorie des équations.